# هیتومی هوندا
هیتومی هوندا (本田 仁美 Honda Hitomi, زادهٔ ۶ اکتبر ۲۰۰۱) خواننده اهل ژاپن است. او در سال ۲۰۱۴ به عنوان یکی از اعضای گروه موسیقی ژاپنی ای‌کی‌بی ۴۸، عضوی از تیم ۸، نمایندهٔ استان توچیگی فعالیت خود را آغاز کرد. از سال ۲۰۱۸ تا سال ۲۰۲۱، او عضوی از گروه دخترانهٔ کره‌ای-ژاپنی آیز*وان بوده‌است.

## حرفه
هیتومی هوندا در ادیشن تیم ۸ ای‌کی‌بی ۴۸ شرکت کرد و در سن ۱۲ سالگی، به عنوان نمایندهٔ استان توچیگی به عضویت این گروه درآمد. در سال ۲۰۱۸، هیتومی هوندا در برنامهٔ واقع‌نمای رقابتی گروه دخترانه به نام پرودوس ۴۸ شرکت کرد. پس از قرارگیری در جایگاه نهم، او عضو گروه موسیقی کره‌ای-ژاپنی آیز*وان شد. او به خاطر فعالیت در آیز*وان، وقفه‌ای در فعالیت خود با گروه ای‌کی‌بی ۴۸ ایجاد کرد تا اینکه در ۲۹ آوریل ۲۰۲۱ قراردادش با آیز*وان به اتمام رسید.